# Вальтер Прюсс
Вальтер Прюсс (нім. Walter Prüß; 4 грудня 1911, Гармсдорф — 13 листопада 2003, Гармсдорф) — німецький офіцер, гауптман вермахту. Кавалер Лицарського хреста Залізного хреста з дубовим листям.

## Біографія
Служив в поліції. В 1935 році перейшов у вермахт. З 12 жовтня 1937 року — командир відділення 6-ї роти 76-го мотопіхотного полку 20-ї мотопіхотної дивізії. Учасник Польської кампанії, під час якої першим з німецьких військовослужбовців увірвався на міст через Буг біля Брест-Литовська. Під час Французької кампанії командував відділенням і взводом. З червня 1941 року брав участь у Німецько-радянській війні. Відзначився у боях під Новгородом. Після важкого поранення довго служив в запасних частинах. З 1 липня 1944 року — командир 6-ї роти свого полку, пізніше очолив 8-у роту. В 1945 році виконував обов'язки командира 2-го батальйону. Під час боїв у Берліні знову був важко поранений і евакуйований на Захід, де був взятий в полон союзниками.

## Нагороди
- Медаль «За вислугу років у Вермахті» 4-го класу (4 роки)
- Медаль «У пам'ять 1 жовтня 1938 року»
- Залізний хрест
  - 2-го класу (7 листопада 1939)
  - 1-го класу (8 серпня 1940)
- Штурмовий піхотний знак в бронзі
- Нагрудний знак «За поранення» в сріблі
- Нарукавний знак «За знищений танк»
- Німецький хрест в золоті (11 червня 1942)
- Медаль «За зимову кампанію на Сході 1941/42»
- Лицарський хрест Залізного хреста з дубовим листям
  - лицарський хрест (10 вересня 1944)
  - дубове листя (№796;23 березня 1945)
- Нагрудний знак ближнього бою в сріблі